# Цилюрики
Цилюри́ки —  село в Золочівській громаді Богодухівського району Харківської області України. Населення становить 45 осіб.

## Географія
Село Цилюрики знаходиться на відстані 3 км від річки Уди (правий берег), по селу протікає безіменна річечка з великою загатою, на відстані 2 км розташовані села Стогнії, Одноробівка, Постольне, Андріївка, Баранівка, селище Сніги. Поруч із селом проходить залізниця, станція Сніги.

## Історія
Станом на 1864 рік у казенному хуторі Цилюрики (Левченко) налічувалось 9 подвір'ів, в яких було  мешканців обох статей — 67, з них чоловіків — 28 і жінок — 39.
12 червня 2020 року, розпорядженням Кабінету Міністрів України № 725-р «Про визначення адміністративних центрів та затвердження територій територіальних громад Харківської області», увійшло до складу Золочівської селищної громади.
19 липня 2020 року, в результаті адміністративно-територіальної реформи та ліквідації Золочівського району, село увійшло до складу Богодухівського району.